# Enculești
Băbușa es una localidad rumana del oraș de Ștefănești, en el condado de Argeș.

## Historia
Hacia finales del siglo XIX, la localidad, que por entonces pertenecía al antiguo condado de Muscel, formaba parte de la comuna de Valea-Mare y tenía contabilizada una población de 308 habitantes.
En la segunda mitad del siglo XX la localidad había pasado a formar parte del oraș de Ștefănești, en el condado de Argeș. En el censo de 2021 la localidad tenía una población de 517 habitantes.